# Simon Leys, l'homme qui a déshabillé Mao
Pour plus de détails, voir Fiche technique et Distribution.
Simon Leys, l'homme qui a déshabillé Mao, réalisé par Fabrice Gardel et Mathieu Weschler, est un film documentaire français diffusé, en février 2024, par la chaîne Public Sénat.

## Présentation
Le documentaire Simon Leys, l'homme qui a déshabillé Mao a été réalisé par Fabrice Gardel et Mathieu Weschler en 2023. Il dresse le portrait du sinologue Simon Leys, né Pierre Ryckmans, de sa naissance, en 1935 en Belgique à sa mort en 2014, à Sydney en Australie, sans oublier son séjour à Hong Kong dans les années 1960 et ses activités comme conseiller culturel à l’ambassade de Belgique à Pékin en 1972. Le documentaire évoque aussi les dérives du maoïsme,.
Simon Leys, fasciné par la Chine, apprend le chinois, lit méticuleusement la propagande communiste et échange avec les réfugiés qui s'échappent de la Chine continentale pour se refugier à  Hong Kong.
Quand Simon Leys voit les cadavres des massacres maoïstes traverser Hong Kong au fil de l'eau, il explique : « Je ne peux pas rester en dehors, je dois prendre position, sinon je ne pourrai plus me regarder dans la glace ». Aussi, il publie en 1971 Les Habits neufs du président Mao puis Ombres chinoises en 1974 et Images brisées en 1976. Il décortique la révolution culturelle qui n’a de révolutionnaire que le nom mais qui permet à Mao de conserver le pouvoir malgré la tragédie du Grand Bond en avant et ses millions de morts. Il devient alors un des premiers occidentaux à révéler les crimes du maoïsme et la dévotion irrationnelle des intellectuels français pour Mao Zedong,.
Ostracisé par l'université française qui lui refuse un poste, il s'exile en Australie, avec sa famille, pour être professeur à l'université de Canberra.
Sa présence à Apostrophes en 1983 le révèle au grand public. Bernard Pivot reçoit alors des invités pour évoquer les « intellectuels face à l’histoire du communisme ». Parmi eux, l'écrivaine et femme politique italienne Maria-Antonietta Macciocchi vient présenter son ouvrage Deux mille ans de bonheur sur la Chine. Simon Leys, quasi inconnu, lui porte la contradiction concernant son précédent livre De la Chine : «Je pense que les idiots disent des idioties, comme les pommiers produisent des pommes. C’est dans la nature, c’est normal. Le problème, c’est qu’il y a des lecteurs pour les prendre au sérieux. Prenons le cas de Mme Macciocchi. […] De son ouvrage De la Chine, ce qu’on peut dire de plus charitable, c’est que c’est d’une stupidité totale ; parce que si on ne l’accusait pas d’être stupide, il faudrait dire que c’est une escroquerie.». Puis il déconstruit une des thèses de l'écrivaine en démontrant que le maoïsme n'est pas une rupture avec le stalinisme. La vérité du régime maoïste s'impose, Simon Leys est reconnu comme celui qui la révèle au détriment de son confort personnel. Quant aux maolâtres, comme André Glucksmann ou Philippe Sollers, ils changent de combats,.
En 1989, le massacre de Tian'anmen lui donne définitivement raison.

## Fiche technique
- Réalisateurs : Fabrice Gardel et Mathieu Weschler
- Auteurs : Fabrice Gardel et Mathieu Weschler
- Production : O2B Films
- Diffuseur : Public Sénat

## Distribution
Amélie Nothomb, René Viénet, Franz-Olivier Giesbert, Pierre Haski, Nicolas Idier, Chloé Froissart (universitaire), Chen Yan (historien).

## Accueil critique
Pour Frédéric Lemaître, journaliste du Monde, un des intérêts du documentaire est de permettre à des acteurs ou témoins de l'époque de s'exprimer comme Amélie Nothomb, René Viénet, Franz-Olivier Giesbert ou encore Pierre Haski.
Sébastien Lapaque, journaliste du Figaro relève que Simon Leys, l'homme qui a déshabillé Mao permet de saisir « la grandeur d'âme, la fermeté de conscience et l'ouverture de cœur d'un écrivain libre et supérieurement qualifié qu'on ne peut pas réduire à ses seuls combats contre le maoïsme mondain… ».

### Récompense
En 2025, lors de la trentième cérémonie des Lauriers de l’Audiovisuel, organisé par le Club de l’Audiovisuel au Théâtre Marigny et patronnée par le Ministère de la Culture et la commission nationale française de l’Unesco, Simon Leys, l'homme qui a déshabillé Mao est lauréat dans la catégorie Culture.